# Вулиця Олени Теліги (Тернопіль)
Вулиця Олени Теліги — вулиця в мікрорайоні «Новий світ» міста Тернополя. Названа на честь української поетеси, діячки ОУН Олени Теліги. 
До 11 липня 2022 року носила ім'я російського письменника Антона Чехова, була перейменована у зв'язку з російським вторгненням в Україну.

## Відомості
Розпочинається від вулиці Соломії Крушельницької, пролягає на північ до вулиці Северина Наливайка, де продовжується вулицею Новий Світ. Перетинається з вулицями За Рудкою, Івана Котляревського та Полковника Данила Нечая. 

## Освіта
- Інститут моделювання та аналізу патологічних процесів ТДМУ (Олени Теліги, 3)
- Стоматологія медичного університету (Олени Теліги, 5)
- ЗУНУ, корпус №6 (Олени Теліги, 8)

## Комерція
- Продуктовий магазин «Новий світ» (Олени Теліги, 18А)

## Транспорт
Рух вулицею — двосторонній, дорожнє покриття — асфальт. На вулиці розташовані 2 зупинки громадського транспорту, до яких курсують комунальні автобуси №24, 26, 26А.